# Saison 2 de Pingu
Cet article présente le guide des épisodes de la saison 2 de la série télévisée Pingu.

## Épisode 1:Pingu et le médecin
- Numéros :  27 (2-1)
- Scénariste :
- Réalisateur :
- Diffusions : 
  -  Suisse :
  -  France :
- Résumé :

1. Pingu est blessé ! Il est amené chez le médecin où il s'enfuit en voyant la roulette.
2. Pingu a une admiratrice : il y a une nouvelle élève! Elle s'appelle Pingi et semble draguer Pingu
3. Pingu et la mouette : Pingu rencontre une mouette qui lui fait caca dessus
4. Pingu va faire du surf
5. Le premier baiser de Pingu : Pingu et Pingi sont en train de patiner ensemble. Mais Pingo, Ping et Pink vont le traiter comme un amoureux
6. Le jeu de la pierre
7. Pingu fête Noël
8. Pingu et les stalactites : en jouant à cache-cache, Pingu découvre un grotte avec des stalactites. Idéal pour faire de la musique.
9. Pingu le Chef : en voulant faire des popcorn, Pingu et Pinga inondent la maison de ces friandises et essayent par tous les moyens de s'en débarrasser.
10. Pingu va chez sa tante : Pingu part faire un séjour chez sa tante. Mais sa mère commence à lui manquer
11. Pingu le photographe : Pingu fait des photos de statues, de Robby et d'une montgolfière. Mais le petit pingouin a oublié de retirer le cache sur l'objectif !
12. Le nouveau cerf-volant : en cassant leur cerf-volant qui est tombé du toit, Pingu et Pinga vont chez Grand-père pour construire un nouveau.
13. Pingu et l'emballage
14. Pingu l'apprenti magicien : Pingu fait un spectacle de magie avec comme spectateurs Pinga et Pingi.
15. L'anniversaire de Pingu : Pingu fête son anniversaire avec Pinga, Robby, Pingo, Pingi et Grand-père. Décrouvrez comment il le fête...
16. Pingu à la foire
17. Pingu le babysitter: Pingu doit garder 2 bébés qui font beaucoup de bétises.
18. Pingu n'aime pas perdre : Pingu joue au bowling avec Pinga et Pingo. Mais il n'était qu'un débutant
19. Le jeu du poisson : Pingu et Pingo font des farces jusqu'à un pingouin handicapé tombe dans leur piège.
20. Le vélo de Pingu : Pingu a acheté une bicyclette, mais au même moment, Papa casse accidentellement le jouet préféré de Pinga.
21. Visite à l'hôpital : Pingu et Maman vont voir Pinga à l'hôpital mais Pingu commence à s'amuser à imiter un chirurgien.
22. Pingu et l'excursion : la classe de Pingu fait une excursion pour voir une magnifique Statue de Baleine. Mais les amis de Pingu décident de s'amuser un peu.
23. Pingu au jardin d'enfant : Pinga emmène Pingu à l'école maternelle.
24. Pingu et les étrangers : Pingu rencontre 2 pingouins étrangers qui font fuir tout le monde.
25. Pingu aide sa mère : Maman demande à Pingu de ranger la maison. Mais il s'interrompt souvent pour faire d'autres choses.
26. Pingu construit un bonhomme de neige : Pingu, Pinga et Robby veulent faire un bonhomme de neige. Mais ce n'est pas facile de le mettre sur pied... jusqu'à se qu'ils le mettent sur un panneau